# جورجي لاتسو
جورجي لاتسو (بالإنجليزية: Giorgi Latso)‏ واسمه الحقيقي جورجي لاتسابيدزا (بالجورجية: გიორგი ლაცაბიძე) هو عازف بيانو وملحن أمريكي جورجي ولد في يوم 15 أبريل 1978 في مدينة تبيليسي في جورجيا. بدأ مهامه في سنة 1998 وأدى عدة عروض في المسارح. كما ألف عدة مقطوعات للأفلام ونال عدة جوائز.